# 植木宣隆
植木 宣隆（うえき のぶたか、1951年9月 - ）は京都府出身の編集者で、出版事業家である。株式会社サンマーク出版 取締役会長。

## 経歴
1951年京都生まれ。1976年京都大学文学部独文科卒業。
株式会社潮文社を経て78年、サンマーク出版の前身である株式会社教育研究社に入社。
戦後2番目（当時）の大ヒットとなった春山茂雄著『脳内革命』（1995年、410万部）をはじめとして、久徳重盛著『母原病』（1979年）や船井幸雄著『これから10年 生き方の発見』（1992年）などを企画編集した。リチャード・カールソン著『小さいことにくよくよするな!』（1998年、173万部）や稲盛和夫著『生き方』（2004年、150万部）、新谷弘実著『病気にならない生き方』（2005年、140万部）、近藤麻理恵著『人生がときめく片づけの魔法』（2011年、159万部）など、編集長として、また経営者として8冊の単行本ミリオンセラーに恵まれてきた。
ライツの海外販売にも早くから取り組み、江本勝著『水は答えを知っている』（2001年）は世界35か国で累計300万部、『生き方』は中国で600万部を突破した。2015年には『人生がときめく片づけの魔法』が世界20か国で大ヒット。アメリカではアマゾンの年間総合第2位、400万部を突破。サンマーク出版の海外発行総部数は累計３３００万部超となっている。
2002年より20年余にわたり株式会社サンマーク出版 代表取締役社長を務め、2023年3月より現職。
著書に『思うことから、すべては始まる』がある。